# Lode Runner
Lode Runner is een computerspel uit 1983 dat initieel werd uitgebracht door Brøderbund Software, Inc.. Het is een van de eerste spellen dat een geïntegreerde leveleditor had. Tegenwoordig zijn de rechten van de franchise in handen van Totzai Games.

## Spelbesturing

### Basis
De speler bestuurt een mannetje dat in diverse spellevels goud dient te zoeken zonder dat de wachters hem oppakken. De speler start onderaan het scherm en dient een weg te zoeken in een 2D-doolhof met vooraanzicht. Telkens als men bovenaan het scherm geraakt en daarbij al het goud heeft opgepakt, start een volgend level. In veel versies verschijnt zodra al het goud is opgepakt bovenaan het scherm een ladder die de speler naar het volgende level brengt, zodra deze hierin klimt.
Een level is opgebouwd uit muren waardoor gangen lopen. Verder zijn er:
- Ladders: om verticaal tussen de verdiepingen te navigeren.
- Klimrekken: om horizontaal over bijvoorbeeld een kloof te navigeren.
- Gaten: De speler kan in de grond gaten maken om wachters in de val te laten lopen. De speler kan dan zonder problemen over hun hoofd lopen. Ook kan op deze manier goud worden vrijgemaakt en opgepakt dat de wachters hebben meegenomen(gestolen). Zulke gaten doen wel aan regeneratie. Wachters die in zulk gat vallen, zullen trachten te ontsnappen. Wanneer dit niet lukt, worden ze opgeslokt door het gat. Er zal dan wel op een willekeurige plaats een nieuwe wachter tevoorschijn komen. De speler zal soms diepere gaten moeten maken om aan goud te geraken. Die gaten dient hij dan in een trapvorm te houwen, omdat hij niet uit kokers kan klimmen. Na het goud te hebben opgepakt, dient hij zijn zelf uitgehouwen trap terug te bewandelen voordat de regeneratie van de muren is beëindigd. Lukt dit niet, dan zal de speler uiteindelijk opgeslokt worden door de regenererende grond of komt de speler vast te zitten en is zelfmoord de enige oplossing.
- valluik: een gesloten luik dat de speler kan openen om zich te verbergen.
- bedrock: stevige ondergrond waarin de speler geen gaten kan maken.

De speler heeft vijf levens, maar na het beëindigen van een level komt er automatisch een leven bij. Een leven gaat verloren wanneer de speler door een bewaker wordt gevat of als hij te laat uit een gegraven gat klimt en opgeslokt wordt door regenererende grond. Verder kan de speler niet springen, maar evenmin doodvallen wanneer hij naar beneden valt. Wel kan hij in dat laatste geval vast komen te zitten waardoor hij zelfmoord moet plegen om het level opnieuw te laten starten.

## Franchise
De franchise bestaat uit heel wat spellen, waaronder:
| Jaartal   | Naam spel                               | Uitgever                  | Platforms | Notie |
| --------- | --------------------------------------- | ------------------------- | --- | --- |
| 1983      | Lode Runner                             | Brøderbund Software, Inc. | Amstrad CPC, Apple II, Atari 8-bit, Atari ST, Commodore 64, DOS, J2ME, Macintosh, MSX, NES, PC-88, PC Booter, VIC-20, Wii, WonderSwan, ZX Spectrum | Het originele spel initieel ontwikkeld voor Apple II, maar later geporteerd naar diverse andere computersystemen. Het spel bestaat uit 150 levels en een leveleditor.                                                  |
| 1984      | Championship Lode Runner                | Brøderbund Software, Inc. | Apple II, Atari 8-bit, Commodore 64, MSX, NES, PC-88, PC Booter, Wii                                                                               | Een rechtstreeks vervolg op Lode Runner. Het spel bevat 50 levels die werden aangemaakt door fans van het spel. Omwille van de moeilijkheidsgraad is het spel enkel aangeraden voor echte fans van het originele spel. |
| 1984      | Lode Runner                             | Irem                      | Arcade(kan ook op PC gespeeld worden met MAME, een emulator voor arcadespellen)                                                                    | Een adaptie van het originele spel voor Arcade dat slechts 24 levels van het originele spel bevat. |
| 1984      | Lode Runner: The Bungeling Strikes Back | Irem                      | Arcade | Dit is een versie voor Arcade welke alle 150 levels bevat. Daarnaast kan het spel met 2 spelers worden gespeeld (wel afwisselend) en maakt het gebruik van een 512-kleurenpalet.                                       |
| 1985      | Lode Runner's Rescue                    | Brøderbund Software, Inc. | Atari 8-bit en Commodore 64 | De gameplay is gebaseerd op het originele spel, maar bevat levels in 3D-perspectief met een schuin-bovenaanzicht. . |
| 1985      | Lode Runner: Golden Labyrinth           | Irem                      | Arcade | |
| 1986      | Lode Runner: Teikoku Karano Dasshutsu   | Irem                      | Arcade | |
| 1986      | Lode Runner                             | Tsukada                   | Dit is geen computerspel, maar een bordspel. | |
| 1990      | Hyper Lode Runner                       | Tose Co., Ltd             | Gameboy | Een versie met 50 levels, gebaseerd op het oorspronkelijke spel. |
| 1994      | Lode Runner: The Legend Returns         | Sierra Entertainment      | DOS | Een remake van het originele spel met betere graphics |
| 1994      | Lode Runner Twin                        | T&E Soft                  | SNES | Een spel voor spelcomputers in anime-stijl. |
| 1995      | Lode Runner Online: Mad Monks' Revenge  | Sierra Entertainment      | Windows, Mac OS | |
| 1998      | Lode Runner 2                           | Presage Software          | Windows | Dit spel maakt gebruikt van isometrische projectie |
| 1999      | Lode Runner 3-D                         | Big Bang                  | Nintendo 64 | |
| 1999      | Power Lode Runner                       | Nintendo                  | Nintendo Entertainment System | |
| 2000      | Lode Runner: The Dig Fight              | Psikyo                    | Arcade | |
| 2007      | Batlle Lode Runner                      | Nintendo                  | | |
| 2008      | Lode Runner                             | Hudson Soft               | iPod | Het originele spel |
| 2009      | Lode Runner                             | Tozai Games               | Xbox 360 | Een remake van het originele spel, maar met 3D-graphics, verschillende spelmodi, multiplayer, leveleditor, ... |
| 2012-2013 | Lode Runner Classic                     | Tozai Games               | Android, iOS, Windows Phone | Dicht bij het originele spel |

## Trivia
- Het spel is opgenomen in het boek 1001 Video Games You Must Play Before You Die van Tony Mott.